# Johannes Pestal
Johannes Pestal (* 17. April 1958 in Wien) ist ein ehemaliger österreichischer Basketballspieler.

## Laufbahn
Der 1,96 Meter große Flügel- und Centerspieler wurde in der Nachwuchsabteilung von UKJ Oberwaltersdorf ausgebildet. 1975 war er Leistungsträger der österreichischen Kadettennationalmannschaft, die an der Europameisterschaft dieser Altersklasse teilnahm. Seinen Einstand in der Bundesliga gab er nach seinem Wechsel zu UKJ Tyrolia Wien, der 1975 vollzogen wurde. Pestal war auch noch in der Jugend einsatzberechtigt, 1976 wurde er mit UKJ österreichischer Juniorenmeister. Er spielte bis 1977 bei UKJ, dann von 1977 bis 1981 beim SV Milde Sorte Wien.
Nach seinem Wechsel zum BK Klosterneuburg im Jahr 1981 gewann Pestal mit der Mannschaft 1983 und 1984 die Staatsmeisterschaft. Von 1984 bis 1986 war er Spieler des UBSC Wien. Mit dem UBSC erreichte er 1984/85 die Viertelfinalrunde des Europapokals der Pokalsieger. In dieser bezwang Pestal mit seiner Mannschaft den griechischen Vertreter PAOK Thessaloniki in Hin- und Rückspiel. Gegen CAI Saragossa (Spanien) gab es zwei knappe und gegen Žalgiris Kaunas (Sowjetunion) zwei deutliche Niederlagen. In der Folgesaison 1985/86 zog er mit den Wienern im selben Bewerb abermals in die Viertelfinalrunde ein, man blieb in den dortigen Begegnungen mit KK Jugoplastika Split (Jugoslawien), US Scavolini Victoria Libertas (Italien) und dem FC Barcelona (Spanien) jeweils sieglos.
Von 1986 bis 1990 war er Spieler des UBSC Wels, 1990/91 der Flyers Wien und von 1991 bis 1994 von UBMT Möllersdorf. Mit Möllersdorf errang er in seiner letzten Saison 1993/94 zum dritten Mal in seiner Laufbahn den Meistertitel im Herrenbereich. Neben den drei Meistertiteln erreichte Pestal im Laufe seiner Karriere zehn Mal die Vizemeisterschaft.
Pestal bestritt 49 Länderspiele für Österreich.